# Stephen Markarian
Stephen Markarian (* 8. März 1990 in Quincy, Massachusetts) ist ein US-amerikanischer Schauspieler.

## Leben
Markarian kam im Jahr 1990 in Massachusetts zur Welt und ist dort aufgewachsen. Im Alter von fünf Jahren begann er mit dem Schauspielen. Im Jahr 2006 besuchte er die North Quincy High School. Er spielte über 20 Theaterrollen. Zum Beispiel war er als Tevye aus dem Musical Anatevka zu sehen. Eine größere Rolle hatte er als Albert Wormenheimer in der Serie Neds ultimativer Schulwahnsinn. Des Weiteren hatte er auch einen Gastauftritt aus der Serie Drake & Josh. Seit 2007 trat er nicht mehr als Fernsehschauspieler in Erscheinung.
Stephen Markarian lebt in New York.

## Filmographie (Auswahl)
- 2004: Drake & Josh
- 2005–2007: Neds ultimativer Schulwahnsinn